# 塞磚棋
塞磚棋（Cram），是種屬於無偏博弈的兩人棋類遊戲，亦是紙筆遊戲，因馬丁·加德納推廣而普為人知。

4*4的塞柴棋的對弈

## 棋具
- n*m方格棋盤。為公平性，建議n、m為奇數。
- 棋子為兩方格的方塊，雙方共用，也可用兩色表達玩家順序，數量須符合棋盤規模需求。

## 規則
- 每方輪流下一子於任意空位處。
- 無法行棋輸掉遊戲[1]。